# Egon Pleidrup Poulsen
Egon Pleidrup Poulsen (født 20. december 1950 i Karby, død 31. oktober 2010 i Nordsøen) var en fagforeningsformand og borgmester i Morsø Kommune.
Pleidrup blev i 1996 valgt ind i kommunalbestyrelsen i Morsø Kommune og to år senere overtog han borgmesterposten. Han valgte frivilligt at forlade posten den 31. december 2009, da han ville hellige sig hobbyen som fisker. Han blev dog valgt til Regionsrådet i Region Nordjylland fra 1. januar 2010 og senere blev han valgt som folketingskandidat i Thistedkredsen.
Egon Pleidrup omkom i en drukneulykke 31. oktober 2010 under en fisketur, 10 sømil ud for Hanstholm.

## Historie
Egon Pleidrup blev født i Karby på Mors, som den yngste af en søskendeflok på seks. Allerede som lille interesserede han sig meget for havet og fiskeri, og befandt sig ofte ved Visby Bredning tæt på hjemmet, og han var kun otte år da han fik sin første åleruse. Efter 7. klasse gik Pleidrup ud af skolen og gik i gang med fiskeriet på fuldtid. Senere fik han job hos lokale entreprenører, og var blandt andet med til opførslen af Sallingsundbroen i midten af 1970'erne. Som ung havde han også en kort afstikker til København, hvor han arbejdede på skibsværftet B&W. Dette var hans eneste længerevarende ophold udenfor Mors.
Han havde siden 1992 haft sin lille fiskekutter i Hanstholm Havn.

### Fagforeningsarbejde
I 1983 valgte hans kollegaer ham til formand for fagforeningen, SiD i Nykøbing Mors, og kort tid senere blev han valgt til hovedbestyrelsen i Specialarbejderforbundet. I 1997 stoppede han sine aktiviteter i SiD, på grund af han gik efter borgmesterposten i Morsø Kommune.

### Politik
Ved kommunalvalget i 1986 valgte morsingboerne for første gang Pleidrup til byrådet for Socialdemokratiet i Morsø Kommune. Han sad i alt 24 år i byrådet, hvor han fra 1998 var borgmester for kommunen. Ved valget i 2005 stemte 28,5 % personligt på Pleidrup, og hans store popularitet var skyld i at han kunne virke som kommunens førstemand, til trods for der var borgerligt flertal. 1. juli 2008 meddelte Pleidrup at han ikke ville genopstille til kommunalvalget i 2009 og 31. december 2009 blev sidste dag som borgmester og medlem af byrådet på Mors.
Da Pleidrup i 2008 meddelte at han ville stoppe som borgmester på Mors, afviste han ikke at det var slut med politik, da han overfor Nordjyske udtalte at han "i bund og grund var et politisk dyr". I februar 2009 meddelte han ville stille op til Regionsrådet i Region Nordjylland, og ved valget den 17. november 2009 fik han 9.294 personlige stemmer, kun overgået af de to spidskandidater Ulla Astman (A) og Birgitte Josefsen (V) med henholdsvis 36.121 og 20.488 personlige stemmer.
Præcist et år efter at Egon Pleidrup valgte at opstille til regionsrådet, blev det offentliggjort at han ville stille op som Socialdemokratiets folketingskandidat i Thistedkredsen, og han dermed ville udfordre den nuværende kandidat og folketingsmedlem Ole Vagn Christensen. Ole Vagn ville ikke trække sig frivilligt og accepterede ikke de lokale partiforeningers forklaring med at han ingen indflydelse havde i Folketinget og på Christiansborg generelt. I april 2010 skulle Socialdemokraterne blandt tre kandidater, stemme om hvem der skulle være deres repræsentant til det næste Folketingsvalg. Egon Pleidrup vandt urafstemningen med næsten 59 procent af stemmmerne, foran Morten Bo Bertelsen med 25 procent, og Ole Vagn Christensen fik knap 16 procent af de afgivne stemmer.

### Dødsfald
Søndag den 31. oktober 2010 kl. 02, kørte Egon Pleidrup fra hjemmet på Mors til hans fiskekutter "Ross-Dane" i Hanstholm Havn. Han skulle ud på Nordsøen for at sætte sine garn, som senere på dagen så skulle trækkes ind igen. I løbet af dagen havde han jævnligt radiokontakt med et andet fiskefartøj i nærheden, men de slog alarm til Søværnets Operative Kommando via Lyngby Radio lidt efter klokken 13.30, da de fandt Pleidrups førerløse båd 10 sømil ud for Hanstholm. En redningsbåd bjærgede klokken 17.10 Egon Pleidrup op fra havet, men da han kort efter kom op i en redningshelikopter og fløjet mod Aalborg Sygehus, erklærede lægen om bord ham for død.
Egon Pleidrup efterlod sig en kæreste igennem mange år og tre børn fra tidligere ægteskab og 3 børnebørn. 6. november 2010 blev han begravet fra Karby Kirke.